# Emesis mandana
Emesis mandana is een vlindersoort uit de familie van de prachtvlinders (Riodinidae), onderfamilie Riodininae.
Emesis mandana werd in 1780 beschreven door Cramer.